# Сарајевски дерби
Сарајевски дерби је меч између градских ривала ФК Жељезничара и ФК Сарајева. Навијачи овој утакмици обично чине велики декор са много застава, папирних ролни, шалова и гласног певања.

## Историја
Историја сарајевског дербија рачуна се од 1954, али је ривалство почело осам година раније. Године 1946. Сарајево је основано од стране локалних власти. С друге стране, Жељезничар је клуб основан 1921. од стане групе радника на железници. Пошто је идеја била да се створи нови клуб који ће представљати град и републику на националном нивоу, новоформирани ФК Торпедо (касније ФК Сарајево) тражио је најбоље играче из града, тако да је неколико играча из Жељезничара прешло у нови клуб одлуком власти. Ови играчи су добили добре зараде и нова одела. Од тада, ривалство је присутно између ова два клуба.
У почетку, навијачи Сарајева су сматрани појединцима горње класе који имају везе са органима власти. С друге стране, присталице Жељезничара су били обично из радничке класе. Касније су ове разлике нестале.
Пошто су играли у различитим ранговима такмичења, прве утакмице између Жељезничара и Сарајева су биле пријатељске. Први званичан лигашки меч одигран је 1954, када је Сарајево је победило са 6:1. То је још увек највећа победа неког тима у дербију.
До сада (октобар 2010), одиграно је 96 лигашких мечева. Оба клуба су побеђивала по 29 пута, док је на 38 утакмица било нерешено. Гол-разлика је 117:114 у корист Сарајева. Од распада СФРЈ, играли су 33 пута, Сарајево је 10 пута победило, Жељезничар 8 пута, са 15 ремија и гол-разлику 39-34 у корист Сарајева.

## Навијачи
Навијачи стварају импресивну атмосферу уз гласно навијање и оригиналну кореографију. Обе стране се припреме интензивно пре меча, праве велике заставе и специјалне поруке које су одговарајуће за ту прилику.
Најстраснији навијачи Жељезничара се називају The Maniacs (Манијаци), јер је њихова љубав према клубу на ивици лудила, како би они рекли. Налазе се на јужној трибини стадиона. Старији навијачи су познати као Кошпицари.
Најстраснији навијачи Сарајева се називају Хорде Зла, по популарном стрипу Загор. На свом стадиону, на кошеву, они су смештени на северној трибини стадиона, а старији навијачи су познати као Питари и углавном су на источној трибини.